# Mohrkirch
Mohrkirch település Németországban, Schleswig-Holstein tartományban. Lakosainak száma 997 fő (2023. december 31.). Mohrkirch Sörup, Ahneby, Rügge, Saustrup, Böel, Schnarup-Thumby és Mittelangeln (Gemeinde) községekkel határos.

## Népesség
A település népességének változása:
| Lakosok száma | 1006 | 966  | 967  | 970  | 1011 | 997  |
|               | 1975 | 2017 | 2019 | 2021 | 2022 | 2023 |